# Colonia Doctores
Colonia Doctores är en ort i Mexiko.   Den ligger i kommunen Corregidora och delstaten Querétaro Arteaga, i den centrala delen av landet, 180 km nordväst om huvudstaden Mexico City. Colonia Doctores ligger 1 894 meter över havet och antalet invånare är 129.
Terrängen runt Colonia Doctores är platt åt nordväst, men åt sydost är den kuperad. Runt Colonia Doctores är det tätbefolkat, med 511 invånare per kvadratkilometer. Närmaste större samhälle är Santiago de Querétaro, 11,0 km nordost om Colonia Doctores. Trakten runt Colonia Doctores består till största delen av jordbruksmark.